# Charles Jacot-Guillarmod

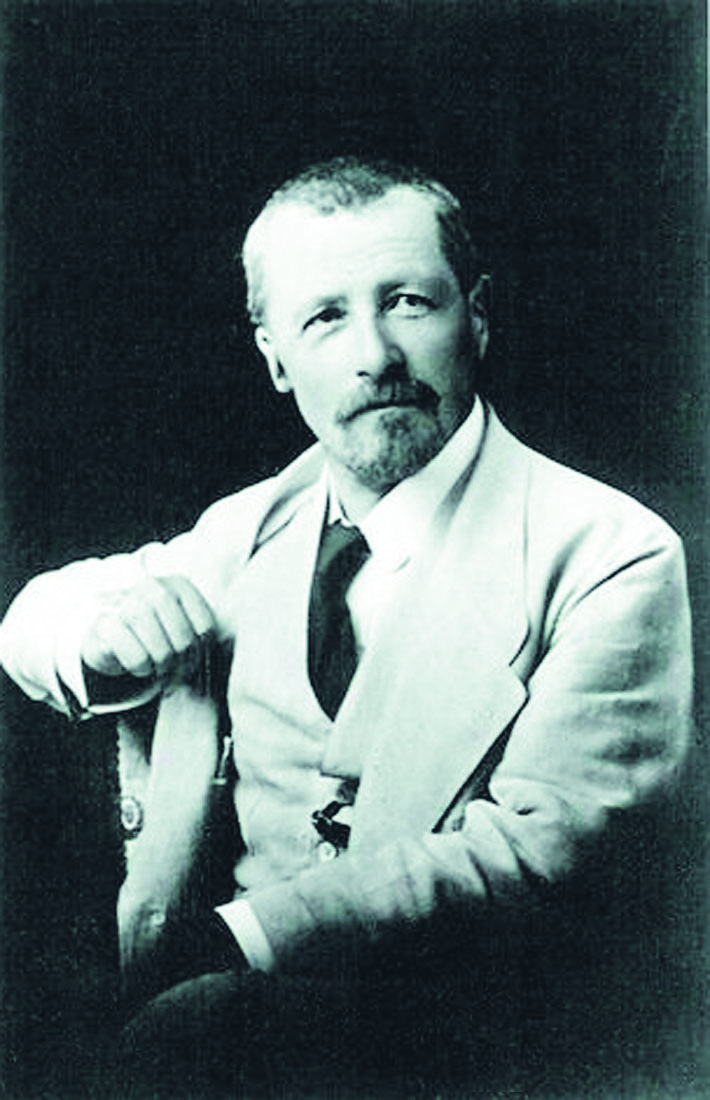
Charles Jacot-Guillarmod (1890)

Charles Jacot-Guillarmod (geboren 8. November 1868 in La Chaux-de-Fonds; gestorben 14. August 1925 in Noiraigue) war ein Schweizer Kartograf und Topograf.

## Biografie
Nach der Geburt in La Chaux-de-Fonds zog Charles Jacot-Guillarmod mit seinen Eltern nach Vevey, bevor er an der Eidgenössischen Polytechnischen Schule Zürich die Ausbildung zum Vermessungsingenieur begann, die er 1890 erfolgreich abschloss.

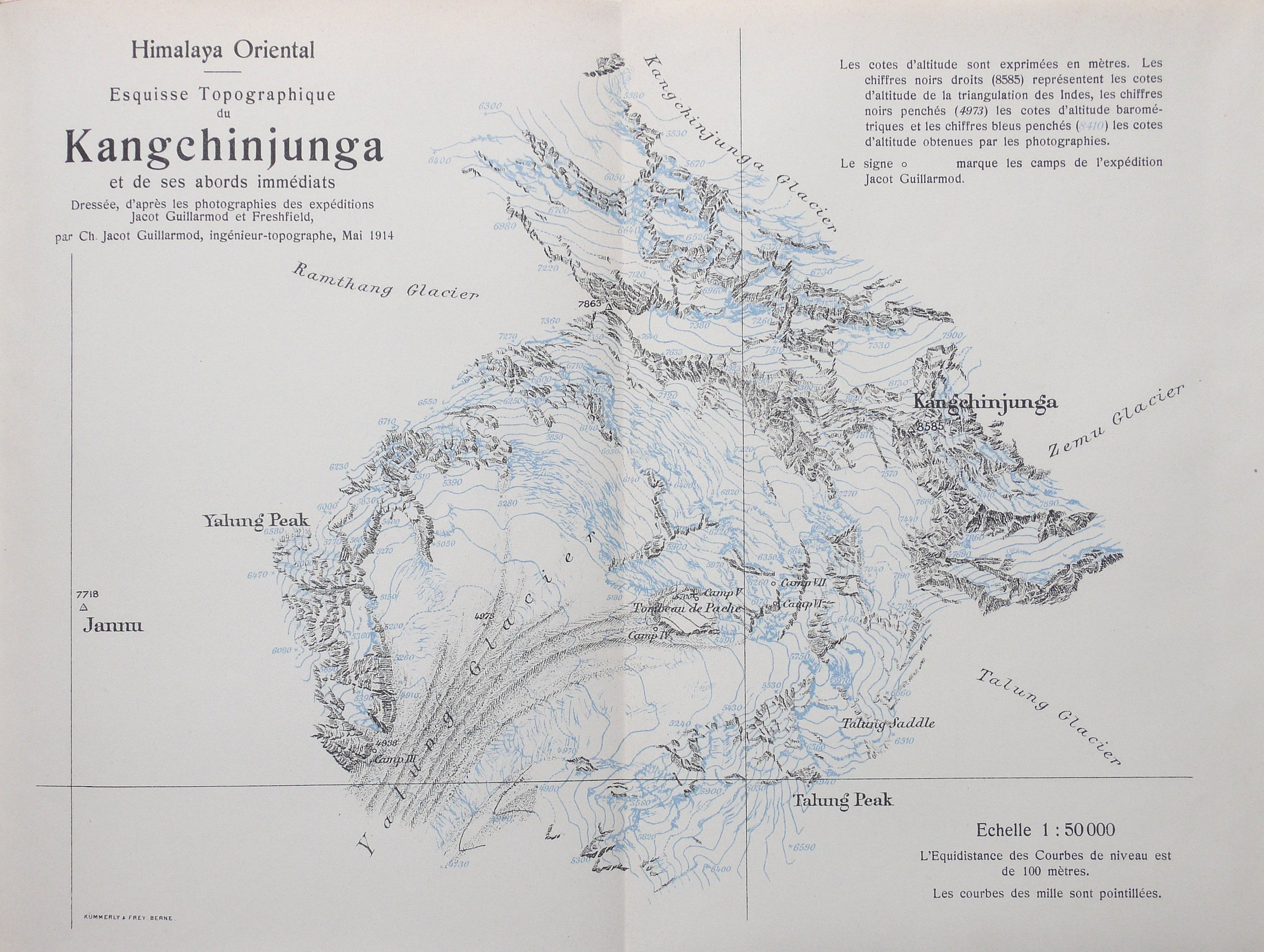
Kangchenjunga 1914

Er arbeitete von 1890 bis 1914 bei der Eidgenössischen Landestopografie. Alsbald für seine neuartige Darstellung von Felsreliefs anerkannt, war er 23 Jahre lang an der Erstellung des Siegfried-Atlas beteiligt.
1914 fertigte er zwei topografische Zeichnungen vom K2 und vom Kangchenjunga auf der Grundlage von Fotografien an, die sein Cousin, der Arzt und Bergsteiger Jules Jacot-Guillarmod, mitgebracht hatte. Auf diese Weise entstanden die ersten genauen Karten dieser beiden Himalaya-Massive. Sie wurden vom Berner Verlag Kümmerly & Frey lithographiert und 1925 im Bulletin der Neuenburger Geographischen Gesellschaft veröffentlicht.
Von der chinesischen Regierung berufen, unterrichtete er von 1916 bis 1922 Geodäsie und Topografie an der Pekinger Militärschule.
Nach seiner Rückkehr in die Schweiz fertigte er mehrere grossformatige Panoramen auf Bestellung an, darunter das Panorama vom Mont Racine im Jahr 1922, das Panorama vom Chasseral im Jahr 1923 und das Panorama der Dents-du-Midi-Kette im Jahr 1925, die alle von der Familie Jacot-Guillarmod neu aufgelegt wurden. 1923 zeichnete er die erste Karte des Olymp auf der Basis von Fotografien. Auf Ersuchen der Royal Geographical Society, London, erstellte er die erste topografische Karte des Mount Everest auf der Grundlage von Fotografien zweier englischer Expeditionen in der Region. Er wurde 1922 zum Ehrenmitglied des Schweizer Alpen-Clubs und 1924 des Club Alpin Français ernannt.
Er starb am 14. August 1925 in Noiraigue-Les Œillons an einem Hirnschlag.

## Karten und weitere Publikationen
- Mont Racine, édition en fac-similé d’un original de 1922, Hauterive : Éditions Attinger, 2013, réédité par l’Association Famille Jacot-Guillarmod.
- Panorama de Chasseral, édition en fac-similé d’un original de 1923, Hauterive : Attinger, 2013, réédité par l’Association Famille Jacot-Guillarmod.
- Carte du Mont Olympe, publiée dans: Marcel Kurz, Le Mont Olympe (Thessalie), monographie publiée en 1923.
- La toponymie du Massif de la Dent du Midi, Écho des Alpes, Genève, 1924, p. 197–211, réédité par l’Association Famille Jacot-Guillarmod.
- Chaîne de la Dent du Midi aux Dents blanches de Champéry vue de la Croix de Culet, Alpen: Chronik des S.A.C., Berne, 1926.
- La Chaux-de-Fonds, relevé topographique par H.L. Coulin et C. Jacot-Guillarmod, Wabern : Bureau topographique fédéral, 1905.
- Quelle est l’altitude du Cervin ?, Écho des Alpes, Genève, 1912, p. 99–108.
- Les monts à l’ouest de Pékin et leurs richesses minérales, Bulletin de la société neuchâteloise de géographie, tome 32, 1923, p. 38–60.